# 218
| [ Edytuj tabelę ] |                                               |
| Cesarz Chin       | - 189 Han Xiandi 220                          |
| Władca Korei      | - 197 Sansang 227                             |
| Papież            | - 217 Hipolit Rzymski 235 - 217 Kalikst I 222 |
| Król Partów       | - 208 Wologazes VI 228 - 216 Artabanus IV 224 |
| Cesarz Rzymu      | - 217 Makrynus 218 - 218 Heliogabal 222       |

Rok 218 / CCXVIII
stulecia: II wiek ~
III wiek ~
IV wiek

lata: 208 «
213 «
214 «
215 «
216 «
217 «
218
» 219
» 220
» 221
» 222
» 223
» 228

## Wydarzenia
- 16 maja –  III legion obwołał cesarzem Heliogabala, domniemanego syna Karakalli.
- 8 czerwca – wojska arcykapłana Heliogabala pod dowództwem Gannysa pokonały cesarza rzymskiego Makrynusa w bitwie pod Antiochią.
- Wprowadzenie kultu El Gabala w Rzymie.

## Zmarli
- 8 czerwca – Makrynus, cesarz rzymski, zamordowany, (ur. ok. 165)

## Zdarzenia astronomiczne
- Widoczna kometa Halleya.